# Lake-effect snow

Diagramma del fenomeno

Il lake-effect snow è un fenomeno atmosferico che avviene nelle vicinanze di grandi distese d'acqua dolce o salata quando vengono attraversate da una massa d'aria fredda. L'acqua evapora venendo raccolta dalla nube, per poi precipitare come neve su un suolo più freddo. Un esempio si ha negli Stati Uniti d'America vicino ai Grandi Laghi, con delle nevicate strette ma intense in zone chiamate snowbelts (in italiano zone di neve).

Grafico con evidenziate le snowbelts negli USA